# بيت الوريصة (النادرة)

تعديل مصدري - تعديل

بيت الوريصة هي إحدى قرى عزلة الفجرة بمديرية النادرة التابعة لمحافظة إب، بلغ تعداد سكانها 470 نسمة حسب تعداد اليمن لعام 2004.